# Wiązanie C-glikozydowe

Pseudourydyna – przykład naturalnego związku z wiązaniem C-glikozydowym

Wiązanie C-glikozydowe – rodzaj wiązania glikozydowego, które łączy anomeryczny atom węgla węglowodanu w formie pierścieniowej z atomem węgla innego związku. Wiązania C-glikozydowe są z reguły znacznie odporniejsze na degradację enzymatyczną niż wiązania N- i O-glikozydowe. Do rzadko naturalnie występujących związków zawierających tego typu wiązanie należą C-nukleozydy, np. pseudourydyna i antybiotyk showdomycyna. Otrzymano szeroką gamę C-nukleozydów syntetycznych znajdujących zastosowanie w chemii medycznej i biologii chemicznej.